# Let There Be Rock
Let There Be Rock е четвъртият студиен албум на австралийската хардрок група Ей Си/Ди Си (AC/DC), записан през 1977 година. Първоначално плочата е издадена само в Австралия, но през юни същата година, с леки промени, излиза по целия свят. Това е последният албум, в който взема участие басиста Марк Еванс, записвал с групата T.N.T. и Dirty Deeds Done Dirt Cheap.
Няколко години по-късно, през 1980 г. Ей Си/Ди Си издават Let There Be Rock: Филмът, концерт записан на живо, заедно с вокалиста Бон Скот. В компилацията Bonfire е включен разширен аудиозапис на концерта.
Както при всички останали по-стари албуми на групата, съществува разлика между австралийското и международното издание. Във второто песента „Crabsody In Blue“ е заменена със скъсена версия на „Problem Child“. Така известното лого на групата, нарисувано от Джерард Хуерта, за първи път е поставено на обложката на международното издание.

## Списък на песните
Австралия (и световно винилово издание):
1. „Go Down“ – 5:20 (плоча), 5:33 (CD)
2. „Dog Eat Dog“ – 3:35
3. „Let There Be Rock“ – 6:07
4. „Bad Boy Boogie“ – 4:28
5. „Overdose“ – 6:09
6. „Crabsody In Blue“ – 4:45
7. „Hell Ain't a Bad Place to Be“ – 4:15
8. „Whole Lotta Rosie“ – 5:22

Световно издание:
1. „Go Down“ – 5:18 (плоча), 5:31 (CD)
2. „Dog Eat Dog“ – 3:34
3. „Let There Be Rock“ – 6:06
4. „Bad Boy Boogie“ – 4:27
5. „Problem Child“ – 5:24
6. „Overdose“ – 6:09
7. „Hell Ain't a Bad Place to Be“ – 4:21
8. „Whole Lotta Rosie“ – 5:24

- Автори на всички песни са Ангъс Йънг, Малкълм Йънг и Бон Скот.
- Повечето CD издания включват тези песни с малко удължена версия на „Go Down“.

- Продуценти – Хари Ванда, Джордж Йънг

## Състав
- Бон Скот – вокали
- Ангъс Йънг – соло китара
- Малкълм Йънг – ритъм китара, беквокали
- Марк Евънс – бас китара, беквокали
- Фил Ръд – барабани